# Vossia (dieren)
Vossia is een geslacht van rechtvleugeligen uit de familie sabelsprinkhanen (Tettigoniidae). De wetenschappelijke naam van dit geslacht is voor het eerst geldig gepubliceerd in 1891 door Brunner von Wattenwyl.

## Soorten
Het geslacht Vossia is monotypisch en omvat slechts de volgende soort:
- Vossia obesa (Brunner von Wattenwyl, 1891)